# Ribeirão Água do Cerne
Der Ribeirão Água do Cerne ist ein etwa 17 km langer linker Nebenfluss des Rio Tibaji im Norden des brasilianischen Bundesstaats Paraná.

## Geografie

### Lage
Das Einzugsgebiet des Ribeirão Água do Cerne befindet sich auf dem Terceiro Planalto Paranaense (Dritte oder Guarapuava-Hochebene von Paraná).

### Verlauf
Sein Quellgebiet liegt im Munizip Sertanópolis auf 360 m Meereshöhe etwa 5 km nordwestlich der Stadtmitte in der Nähe der PR-090 (Estrada do Cerne). 
Der Fluss verläuft zunächst in südöstlicher Richtung parallel zur Estrada do Cerne. Am nördlichen Stadtrand von Sertanópolis wendet er sich in Richtung Nordosten. Er fließt auf 327 m Höhe von links in den Rio Tibaji. Auf seinen letzten sechs Kilometern ist er von der Talsperre Represa Capivara aufgestaut. Er ist etwa 17 km lang.

### Munizipien im Einzugsgebiet
Der Ribeirão Água do Cerne verläuft vollständig innerhalb des Munizips Sertanópolis.

## Tourismus
An der Mündung liegt die Miteigentums-Freizeitanlage Recanto do Cedro, die auf drei Seiten vom Capivara-Stausee umgeben und aufgrund ihrer Nähe zur Großstadt Londrina (etwa 47 asphaltierte Straßenkilometer) attraktiv ist.